# Anlaufmanagement
Das Anlaufmanagement (englisch „ramp-up management“) umfasst die fachbereichsübergreifende  Koordination aller Anlaufaktivitäten der Serienproduktion eines Produkts in einem produzierenden Unternehmen im Zeitraum von der beendeten Produktentwicklung bis einschließlich der Vollendung des Hochlaufs der serienmäßigen Produktion. Das Anlaufmanagement ist Teil des Produktmanagment-Prozesses.

## Begriffsbestimmungen, nähere begriffliche Eingrenzungen
Den zeitlichen Abschnitt, der durch das Anlaufmanagement abgedeckt wird, bezeichnet man als Anlaufphase. Aus Sicht des Produktlebenszyklus handelt es sich dabei um die Übergangsphase von der abgeschlossenen Entwicklung eines Produkts bis einschließlich des Hochlaufs zu dessen Serienproduktion, also zwischen der Erstellung erster physischer Prototypen und der Produktion kundentauglicher Produkte. Die Phasendauer der Anlaufphase wird in der Regel von der vollzogenen Produktentwicklung bis zum Erreichen der vorgeplanten täglichen Produktionsmenge definiert. Die einzelnen Entwicklungs- beziehungsweise Projektphasen werden häufig anhand einer Anlaufkurve festgelegt. Die Anlaufkurve stellt den Zusammenhang zwischen Produktionsmenge auf der senkrechten y-Achse und der Zeit auf der waagerechten t-Achse dar. Die Anlaufphase gliedert sich in:

(a) die Fertigung der Vorserie (in der Anlaufkurve mit flachem Verlauf),

(b) die Fertigung der Nullserie (in der Anlaufkurve mit flachem Verlauf),

(c) die Hochlaufphase (in der Anlaufkurve mit rampenförmigen Verlauf).

Im Übergang von (b) zu (c) liegt die Freigabe für den Serienproduktionsstart (SOP: Start of Production, Job No. 1). An diesem Zeitpunkt beginnt die Serienproduktion des endgültigen, auf den Kunden zugeschnittenen Produkts.
Kennzeichen der „Anlaufphase“ im Vergleich zur „Phase der stabilen Produktion“ ist häufig eine geringere Produktqualität, eine niedrigere tägliche Produktionsmenge sowie ein für den Fertigungsprozess erhöhter Bedarf an Arbeitskräften und Material.
Ziel des Anlaufmanagements ist es, die termingerechte Verfügbarkeit aller Bauteile für den Serienanlauf eines Produkts sicherzustellen, den Serienanlauf zu verkürzen (Time-to-Market), die Situation der Termine sowie den Reifegrad des Produkts transparenter zu gestalten und die Anlaufkosten auf ein Minimum zu reduzieren.
Ein besonderes Augenmerk liegt beim Anlaufmanagement auf den logistischen Anforderungen in der Serienfertigung.
Eine übliche Vorgehensweise besteht darin, die Anlaufphase einer Serienproduktion formal als spezielle Deployment-Projektphase eines Projektmanagements zu determinieren, um so den Prozess des Produktionsanlaufs im Projektmanagementrahmen genau vorplanen zu können und um für ungewollte Abweichungen beim Anlauf Reserveszenarien bereithalten zu können.
Während der Entstehung eines neuen Produkts geht das Anlaufmanagement mit einer Vielzahl an Geschäftsprozessen einher. Hauptsächlich geht es dabei um das Abschließen und die Implementierung von Zulieferverträgen bezüglich Rohstoffe, Halbzeuge, ergänzende Komponenten und Betriebsstoffe für die Produktion eines Produkts und vorangehend seiner Prototypen, aber auch um Dienstleistungen, die damit verbunden sind.

## Operativer Aspekt des Anlaufmanagements im Produktentstehungsprozess
Im Produktentstehungsprozess umfasst das Anlaufmanagement, operativ gesehen, die Aufgabenfelder „Anlaufstrategie“, „Anlaufplanung“, „Anlauforganisation“ und „Anlaufsteuerung“. Die Produktentstehung oder auch Produkterstellung „…ist der gesamte Prozess, der abläuft, bis ein Produkt genutzt wird…“. „Das Projektmanagement begleitet den gesamten Produktentstehungsprozess „PEP“ von der Kundenanfrage bis zur Projektübergabe an die Produktion“.

### Anlaufstrategie
Als Anlaufstrategie wird eine generelle Methode auf Unternehmensebene bezeichnet, die den grundsätzlichen Standpunkt bezüglich der verschiedenen Anläufe eines Unternehmens auf lange Sicht definiert. Die Strategie dient primär der Erreichung der Hauptzielgrößen Qualität, Kosten und Zeit innerhalb der einzelnen Anläufe.

### Anlaufplanung
Wesentliches Merkmal der Anlaufplanung ist die Entwicklung eines technologischen Konzeptes für das Produktionssystem einerseits und eines organisatorischen Ablaufschemas andererseits. Dazu werden sowohl Meilensteine als auch messbare Kennzahlen über alle Dekompositionsstufen hinweg definiert.

### Anlauforganisation
Die Anlauforganisation setzt sich aus einer speziell für den Serienanlauf definierten Aufbauorganisation und einer entsprechenden Ablauforganisation zusammen. Dabei muss die Anlauforganisation mit den individuellen Organisationsformen des Unternehmens vereinbar sein.

### Anlaufsteuerung
Der Begriff „Anlaufsteuerung“ weist eine überwiegend implizite Begriffsverwendung auf. Die Systemtheorie definiert den Begriff der Steuerung als „Vorgang in einem System, bei dem eine oder mehrere variable Größen als Eingangsgrößen andere variable Größen als Ausgangsgrößen aufgrund der dem System zugehörigen Gesetzmäßigkeiten beeinflussen“. Im Anlaufkontext soll durch diese Maßnahme der Produktionsanlauf unter Berücksichtigung seiner vielfältigen Randbedingungen beherrscht und eine erhebliche Verkürzung erreicht werden.

## Beeinflussungsgrößen der Anlaufkurve
Es gibt eine Vielzahl von Beeinflussungsgrößen innerhalb des Anlaufmanagements, die die Anlaufkurve beeinflussen und verändern:
- Produktreifegrad
- Verfügbarkeit der Anlagen
- Kapazität der Anlagen
- Status der Verträge
- Komplexität des Produktes
- Qualifizierungsgrad der Mitarbeiter
- etc.

## Optimierungspotenziale für das Anlaufmanagement
Eine engere Verzahnung von Entwicklung mit Einkauf, Fertigung, Montage und so weiter bei den Werken, Lieferanten und weiteren im Produktentwicklungsprozess führt zu einer steileren und gleichmäßigeren Anlaufkurve, die die einzelnen Phasen stabiler miteinander verbindet. Dadurch kann eine sehr gute Qualität der Produkte von Serienbeginn an sichergestellt werden. Dieses führt zu einer Reduzierung der Rückrufe und Kosten des Produktes.

## Notizen zur Historie
Nachdem das Verständnis des Anlaufmanagements zunächst überwiegend durch Fragestellungen aus der Automobilindustrie geprägt war, erstreckt sich die Betrachtung mehr und mehr auch auf andere Branchen sowie auf Zusammenhänge, welche aus dem Zusammenwirken mehrerer Unternehmen entstehen.